# Humboldt Forum

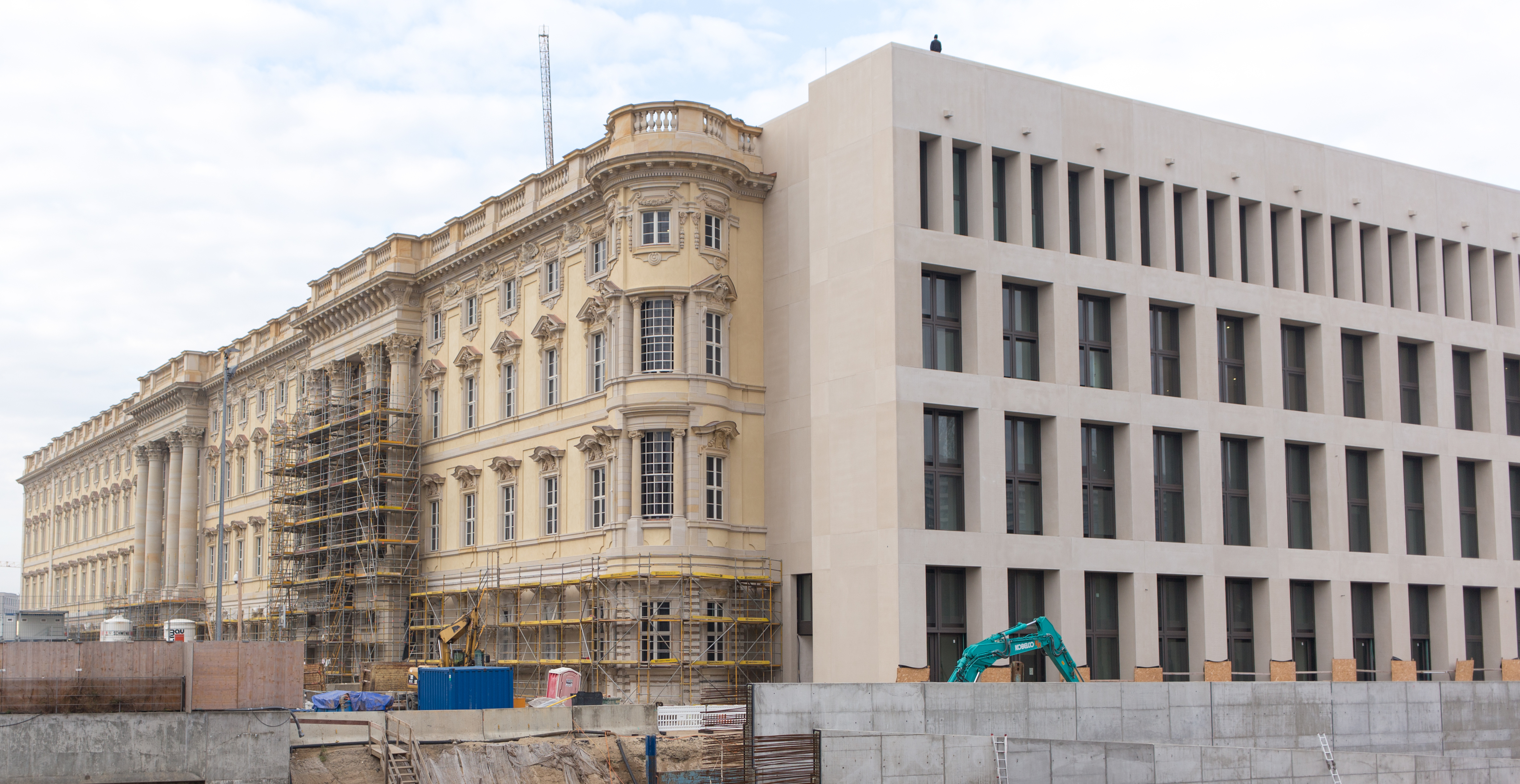
Zuidelijke en nieuwbouw oostelijke gevel (november 2018)

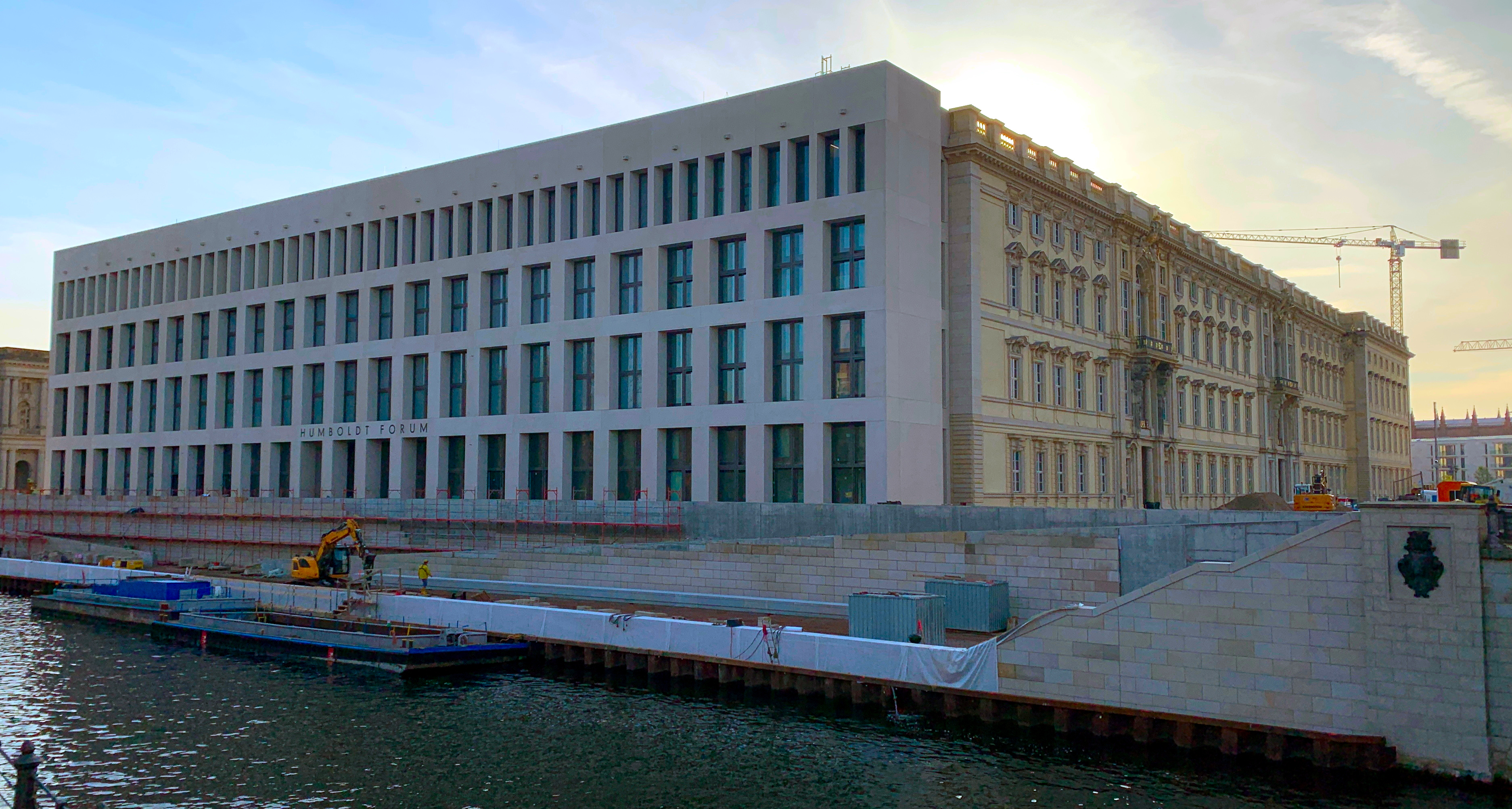
Noordelijke en nieuwbouw oostelijke gevel van het Humboldt Forum (november 2019)

Het Humboldt Forum is een museum in het centrum van Berlijn op de Schloßplatz op het Spreeinsel in de Berlijnse wijk Mitte.

## Museum
Het museum is sinds 16 december 2020 geleidelijk en initieel enkel via digitale ontsluiting geopend. De meeste onderdelen worden in de loop van 2021 geopend. Het museum op het Spreeinsel zal de collectie van de musea die reeds noordelijker op dat eiland, op het Museumsinsel, gevestigd zijn, uitbreiden met de niet-Europese collecties. Naast de nieuwe site van het Ethnologisches Museum en het Museum für Asiatische Kunst, beide onderdeel van de Staatliche Museen zu Berlin maar voor 2020 gehuisvest in het Museumcomplex Berlin-Dahlem, zal het Humboldt Forum ook de thuisbasis zijn van een derde museum met de "Berlijn-tentoonstelling" van curator Paul Spies op basis van de collectie van het Stadtmuseum Berlin (een museumgroep waartoe het Märkisches Museum, het Ephraim-Palais, de Nikolaikirche, het Museum Knoblauchhaus en het Museumsdorf Düppel behoren). Het Humboldt Forum zal ten slotte ook het Humboldt Labor, het tentoonstellingslaboratorium van de Humboldt-Universität zu Berlin huisvesten. Daarnaast zullen er tijdelijke tentoonstellingen en evenementen plaatsvinden.

## Historische locatie
Het Humboldt Forum wordt gebouwd op de exacte locatie van het Berliner Stadtschloss, een historisch stadskasteel en de voormalige winterresidentie van zowel de markgraaf en keurvorst van Brandenburg als later de residentie van de koningen van Pruisen en de Duitse keizers. Dat bouwwerk van de barokarchitect Andreas Schlüter liep reeds ernstige schade op in de Tweede Wereldoorlog en werd in de herfst van 1950 op bevel van Walter Ulbricht, de partijvoorzitter in de DDR, opgeblazen om plaats te maken voor het Palast der Republik, dat vierendertig jaar later ook werd afgebroken.

## Replica
Het gebouw waarin het Humboldt Forum gehuisvest wordt is een gedeeltelijke replica van dit Berliner Stadtschloss. De nieuwbouw, met een gevelzijde aan de kant van de oever van de Spree is een ontwerp van de Italiaanse architect Franco Stella. Drie van de vier gevels van het Humboldt Forum zijn een zo getrouw mogelijke reconstructie van het Stadtschloss. 

## Bereikbaarheid
Het Humboldt Forum is bereikbaar via de metrohalte Museumsinsel die bediend wordt door lijn U5 van de metro van Berlijn.

## Geschiedenis
In 2002 hadden de Duitse bondsregering en het Berlijnse stadsbestuur de principiële beslissing genomen het stadskasteel te herbouwen. Eind 2010 werd begonnen met de bouw. In de zomer van 2015 werd het bereiken van het hoogste punt in de bouw gevierd met een Richtfest. In 2021 is de oplevering voorzien van dit Stadtschloss, onder de nieuwe naam van Humboldt Forum. Het slot zal met een nieuwe indeling achter een oude façade oud en nieuw bij elkaar brengen.
De bouwkosten werden geraamd op een half miljard euro. De bedoeling was oorspronkelijk om op 3 oktober 2015, de 25e verjaardag van de hereniging van Duitsland, het herbouwde Stadtschloss officieel te openen. Deze datum werd met zes jaar overschrijding niet gehaald. op 16 december 2020 wordt het eerste deel van het slot voor het publiek opengesteld, en werden de collecties van de musea terug digitaal ontsloten. In de loop van 2021 hoopt men het hele gebouw en de betrokken musea te kunnen inhuldigen.
Op het terrein werd in juni 2011 een toeristische attractie opgetrokken. In deze zogenaamde Humboldt Box was te bekijken hoe het toekomstige gebouw er zal uitzien. Deze popupconstructie sloot op 31 december 2018 en werd in 2019 afgebroken.